# A Clue For Scooby Doo
A Clue For Scooby Doo je epizoda iz Scooby Doo Where are you.
- trajanje: 20 min
- datum: 20 rujan 1969.
- epizoda: 2.
- sezona: 1.
- zločinac: duh kapetana Cutlera

## Radnja
Društvo se odmara na plaži kada vide duha kapetana Cutlera. Pokušaju riješiti misteriju. Razdvoje se. Shaggy, Scooby i Velma naiđu na Window Cutler, praunuku kapetana Cutlera. Kada sretnu kapetana Cutlera, prate ga gliserom. On nestane u marini. Kada shvate gdje je otišao, podmiste mu zamku. Otkriju da je duh kapetana Cutlera sam kapetan Cutler.

## Glasovi
- Don Messick kao Scooby Doo
- Casey Kasem kao Shaggy Rogers
- Nicole Jaffe kao Velma Dinkley
- Frank Welker kao Fred Jones
- Steffanianna Christopherson kao Daphne Blake
- Kapetan Cutler
- Window Cutler

## Vanjske poveznice
Arhivirana inačica izvorne stranice od 10. svibnja 2019. (Wayback Machine)